# ヒメカイウ
ヒメカイウ（姫海芋、Calla palustris）は、サトイモ科の植物。本種のみでヒメカイウ属を構成する。和名はミズザゼン、ミズイモともいう。

## 名称
ヒメカイウはカール・フォン・リンネが記載した植物である。ヒメカイウ属の学名 Calla の由来はよくわかっていないが、「意味のわかっていない古代の名前」（エイサ・グレイ）などとする解釈がある。種小名 palustris はラテン語で「沼地を好む」の意で、本種が沼地などの湿った場所に生育することを示している。なお、属名のカナ読みであるカラーは、通常別属のオランダカイウ属の種、あるいはオランダカイウのことを指す。
和名のヒメカイウは、小型のカイウ（オランダカイウ）であることを意味している。

## 分布
北半球の北部の湿地や沼などに分布し、北アメリカのアラスカから五大湖にかけてや、ヨーロッパ、アジアの一部に分布する。日本では北海道や本州の中北部に分布し、低地から山地の湿地に生育する。

## 特徴
外観は小型のミズバショウといった形態をしている。葉は卵心形～円心形で大きさ5-15cm、10-20cmの葉柄をもつ。花茎は長さ15-30cmで、上部に花弁や萼を欠く小さい黄色の雄花をつけ、その下に両性花があり、緑色の子房を6本の雄蕊が取り巻いている。花期は6-7月で、花の外側には白色の長さ4-6cmの仏炎苞をもつ。
果実は赤色でベリー状になり、その中に数個の種子を生産する。
ベリー状の果実にはサポニンなどの毒素が含まれているとされる。また、植物体にはシュウ酸が含まれており、有毒である。

## 利用
スカンディナヴィアでは、本種の根を煮てすりつぶし、しばらく置くことで毒抜きをしてから食用とすることがある。また、先住民族の間では、本種を薬草として風邪や発熱などに用いる。